# Meier Point
Der Meier Point ist eine Landspitze an der Südküste von Coronation Island im Archipel der Südlichen Orkneyinseln. Sie bildet die Westseite der Einfahrt zur Norway Bight.
Der Name Kap Meier für diese Landspitze erscheint erstmals auf einer Landkarte, die auf den Vermessungen der Südlichen Orkneyinseln durch den norwegischen Walfängerkapitän Petter Sørlle zwischen 1912 und 1913 basiert. Die Benennung wurde nach Vermessungen durch den Falkland Islands Dependencies Survey zwischen 1956 und 1958 angepasst. Namensgeber ist vermutlich der britische Botaniker und Bauingenieur John Miers [sic!] (1789–1879).